# Cinuria del Sur
Cinuria del Sur o Nótia Kynouría (griego: Νότια Κυνουρία) es un municipio de la República Helénica perteneciente a la unidad periférica de Arcadia de la periferia de Peloponeso.
El municipio se formó en 2011 mediante la fusión de los antiguos municipios de Kosmás, Leonidio (la actual capital municipal) y Tyrós, que pasaron a ser unidades municipales. El municipio tiene un área de 592,44 km².
En 2011 el municipio tiene 8294 habitantes.
Se ubica en la costa situada justo al este de Esparta.